# دانشگاه دولتی ال آلتو
دانشگاه دولتی ال آلتو (به اسپانیایی: Universidad Pública de El Alto) یک دانشگاه در بولیوی است که در ال آلتو واقع شده‌است.